# Пит Сийгър
Пит Сийгър (на английски: Pete Seeger) е американски певец и общественик.
Роден е на 3 май 1919 година в Ню Йорк, баща му е известният музиколог Чарлз Сийгър, а майка му Констанс де Клайвър Едсън цигуларка от видно семейство от Нова Англия. Постъпва в Харвардския университет, но не го завършва, интересувайки се повече от фолк музика и комунизъм. Придобива известност през 40-те години като участник в популярната фолк група „Уивърс“. През 60-те отново е популярен с обществено-политическата си дейност, както и с поредица авторски песни, станали популярни в негово изпълнение или като кавър версии – „Where Have All the Flowers Gone?“, „If I Had a Hammer“, „Kisses Sweeter than Wine“, „Turn! Turn! Turn!“.
Пит Сийгър умира на 27 януари 2014 година в Ню Йорк.